# Pilosella peteriana
Pilosella peteriana là một loài thực vật có hoa trong họ Cúc. Loài này được (Käser) Holub miêu tả khoa học đầu tiên năm 1977.